# Diploperlini
Diploperlini, tribus kukaca obalčara iz porodice Perlodidae, dio potporodice Perlodinae. 
Tribus je zastupljen u Sjevernoj Americi, Sjeverna Afrika, Kavkazu, Turskoj, Bugarskoj, Mongoliji, i doijelu Azije od Japana i Koreje do Ruskog dalekog istoka.

## Rodovi
1. Afroperlodes Miron & Zwick, 1973
2. Baumannella Stark & Stewart, 1985
3. Bulgaroperla Raušer, 1966
4. Cultus Ricker, 1952
5. Diploperla Needham & Claassen, 1925
6. Hemimelaena Klapálek, 1907
7. Kogotus Ricker, 1952
8. Osobenus Ricker, 1952
9. Ostrovus Ricker, 1952
10. Pictetiella Illies, 1966
11. Remenus Ricker, 1952
12. Rickera Jewett, 1954
13. Stavsolus Ricker, 1952